# برايان موني
برايان موني (بالإنجليزية: Brian Mooney)‏ (2 فبراير 1966 بدبلن في جمهورية أيرلندا - ) هو لاعب كرة قدم أيرلندي في مركز الوسط. شارك مع منتخب جمهورية أيرلندا تحت 21 سنة لكرة القدم ومنتخب جمهورية أيرلندا تحت 23 سنة لكرة القدم ‏ وRepublic of Ireland national football B team ‏. أما مع النوادي، فقد لعب مع بريستون نورث إيند ونادي بوهيميان ونادي بيرنلي ونادي ريكسهام ونادي سندرلاند ونادي شيلبورن ونادي كلية جامعة دبلن ونادي ليفربول وMonaghan United F.C. ‏ ودوري أيرلندا الحادي عشر ‏.

## وصلات خارجية
- برايان موني على موقع قاعدة بيانات كرة القدم.إي يو (الإنجليزية)